# Candelia AB
Candelia var ett svenskt livsmedelsföretag, främst inom konfektyr. Det bildades 1993 genom sammanslagning av Nordchoklad och Svea Choklad. År 1998 köptes företaget av Cloetta.

## Historik
I början av 1990-talet drog både Ica och Kooperativa Förbundet slutsatsen att det inte längre var en konkurrensfördel att äga livsmedelsindustri och avyttrade således denna för att satsa mer på detaljhandel. Både KF-ägda AB Nordchoklad och ICA-ägda AB Svea Choklad såldes i juni 1993 till tre riskkapitalbolag, Spira Invest (LRF), Nordic Capital (Handelsbanken/Skandia) och Vide Invest (Bure). I december 1993 presenterades det samlande namnet Candelia.
En av de produkter som det nya bolaget lanserade var GiG, en mjuk chokladkola som lanserades i en reklamkampanj med Roxette. Kolan påminde till stor del om Dumle.
Bolagets första vd var Sven-Otto Grahn. Han efterträddes av Thomas Idermark 1994. Från 1995 var Håkan Cöster vd.
1998 köptes Candelia upp av Cloetta. Nordchoklads fabrik i Kalmar lades ner 1999 och Svea Choklads fabrik i Norrköping följde 2005.